# Розплідник (зупинний пункт)
Розплі́дник — пасажирський залізничний зупинний пункт Херсонської дирекції Одеської залізниці.
Розташований у селі Новоєгорівка Баштанського району Миколаївської області на лінії Миколаїв — Долинська між станціями Явкине (3 км) та Горожене (11 км).